# 社会保険労務士

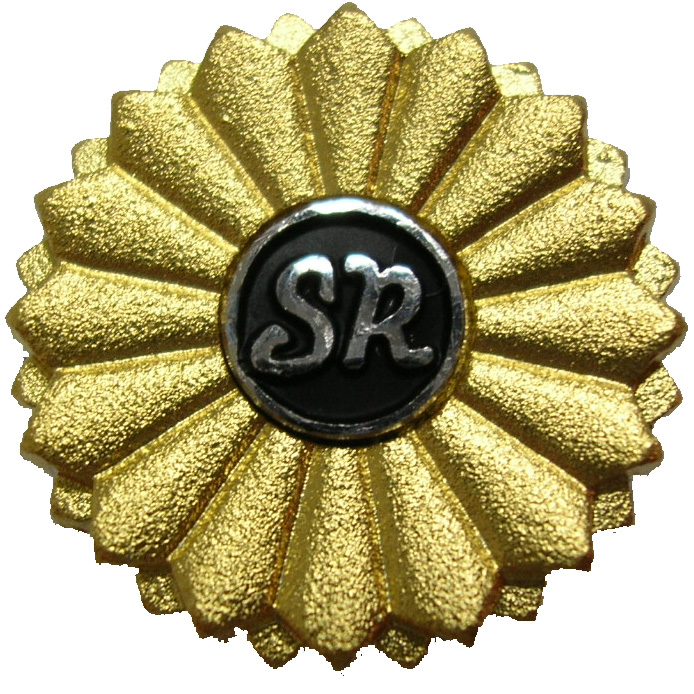
社会保険労務士徽章

社会保険労務士（しゃかいほけんろうむし）は、労働・社会保険の問題の専門家として、労働保険・社会保険諸法令に基づいて、行政機関に提出する提出書類や申請書等を依頼者に代わっての作成、個別労働関係紛争の解決手続（調停、あっせん等）の代理、企業経営での労務管理や社会保険、障害年金、国民年金、厚生年金保険についての指導を業とする国家資格であり、職務上請求を行う事ができる八士業の一つである。
略称として「社労士（しゃろうし）」や「労務士」とも呼ばれる。ローマ字で社会保険（Shakaihoken）労務士（Roumushi）の各頭文字を取って「SR」とも置き換えられる。社会保険労務士の徽章は、菊の花弁の中央にSRの文字が付されている。素材は、純銀の台座に純金貼りが施されており、中央SR部はプラチナ製。主務官庁は厚生労働省で、旧厚生省と旧労働省の共管とされていた。
社労士の海外の類似制度としては 韓国の公認労務士、イタリアのconsulenti del lavoro, ドイツのrentenberater, スペインのgraduado socialなどがある。
- 社会保険労務士法については、以下では条数のみ記す。

## 沿革
戦後に労働三法が制定され、労働者の待遇が良くなった。経済成長と相まって、急速に労使間の対立やストライキが頻発した。特に1960年代における日本経済の急激な成長により、税収や企業からの社会保険料が増加し、厚生年金・健康保険・労災保険・雇用保険も発展した。しかし、補償額の高度化・制度の複雑化に伴い、煩雑な社会保険の仕組みと申請・給付に係る事務手続により中小企業等では対応が困難となった。当初、これらの請負業務を合法的に行いうる有資格者は行政書士であったが、狭義の総務を除く人事・労務分野のより専門的な知識を持った人材が必要とされた。1968年、社会保険労務士法が議員立法により制定された。制度発足時の経過措置として、引き続き6ヵ月以上行政書士会に入会している行政書士は試験なく特認として社会保険労務士資格を取得し、およそ9,000名が社会保険労務士となった。
2007年4月の司法制度改革で、裁判外紛争解決手続制度の代理権が認められた。
- 1968年 - 社会保険労務士法（昭和43年法律第89号）制定
- 1980年 - 行政書士法改正により、行政書士と社会保険労務士との業務を完全に分離
- 1986年 - 書類作成基礎事項表示権・他人作成書類審査権付与
- 1998年 - 審査請求代理権付与
- 2000年 - 社会保険労務士試験事務を連合会へ委嘱
- 2003年 - 社会保険労務士法人発足、ADRあっせん代理権付与、（開業社会保険労務士の）労働争議不介入条項（旧社会保険労務士法第23条）の削除
- 2007年 - 裁判外紛争解決手続制度の代理権付与、特定社会保険労務士制度発足
- 2016年 - 裁判所における補佐人としての陳述権付与

## 業務

### 概要
社会保険労務士は、次の事務を行うことを業とする（第2条1項、第2条の2第1項）。 
1. 労働および社会保険に関する法令（詳細は社労士法別表第一に規定[注釈 2]。以下「労働社会保険諸法令」という。）に基づき行政機関（主に労働基準監督署、公共職業安定所、年金事務所等）に提出する申請書、届出書、報告書、審査請求書、再審査請求書その他の書類を作成すること、またこれらの申請書等の提出に関する手続を代行すること（提出代行）
2. 労働社会保険諸法令に基づく申請、届出、報告、審査請求、再審査請求その他の事項（厚生労働省令で定めるものに限る）について、または当該申請等に係る行政機関等の調査もしくは処分に関し当該行政機関等に対してする主張もしくは陳述（厚生労働省令で定めるものを除く。）[注釈 3]について、代理すること（事務代理[注釈 4]）
3. 個別労働関係紛争の解決の促進に関する法律6条1項の紛争調整委員会における同法5条1項のあっせんの手続および男女雇用機会均等法18条1項、育児介護休業法52条の5第1項 およびパートタイム労働法22条1項、障害者雇用促進法第74条の7第1項、労働者派遣法第47条の7第1項の調停の手続について、紛争の当事者を代理すること
4. 地方自治法180条の2の規定に基づく都道府県知事の委任を受けて都道府県労働委員会が行う個別労働関係紛争（個別労働関係紛争の解決の促進に関する法律1条に規定する個別労働関係紛争[注釈 5]に関するあっせんの手続について、紛争の当事者を代理すること
5. 個別労働関係紛争[注釈 6]（紛争の目的の価額が120万円を超える場合には、弁護士が同一の依頼者から受任しているものに限る[注釈 7]）に関する民間紛争解決手続（ADR法2条1号に規定する民間紛争解決手続をいう。）であって、個別労働関係紛争の民間紛争解決手続の業務を公正かつ適確に行うことができると認められる団体として厚生労働大臣が指定するものが行うものについて、紛争の当事者を代理すること
6. 労働社会保険諸法令に基づく帳簿書類（その作成に代えて電磁的記録を作成する場合における当該電磁的記録を含み、申請書等を除く）を作成すること（1．の書類を除く）
7. 事業における労務管理その他の労働に関する事項および労働社会保険諸法令に基づく社会保険に関する事項について、裁判所において、補佐人として、弁護士である訴訟代理人とともに出頭し、陳述[注釈 8]すること（第2条の2第1項）
8. 事業における労務管理その他の労働に関する事項および労働社会保険諸法令に基づく社会保険に関する事項について相談に応じ、または指導する[注釈 9]こと

ただし、これらの事務を行うことが他の法律において制限されている事務ならびに労働社会保険諸法令に基づく療養の給付およびこれに相当する給付の費用（家族療養費等）についてこれらの給付を担当する者のなす請求に関する事務（レセプトの作成等）は含まれない（第2条4項）。
1.～7.の業務は、社会保険労務士または社会保険労務士法人でない者が原則として他人の求めに応じて報酬を得て行ってはならない（第27条）。さらに、3.～5.の業務（紛争解決手続代理業務）については、特定社会保険労務士でなければ行うことができない（第2条2項）。なお8.の業務は業務制限の対象外であるので、社会保険労務士でない者であっても、他人の求めに応じ報酬を得て業として行うことができる。

### 詳細
- 企業からの依頼による、従業員に対する上記概要範囲における事務処理
  - 人事雇用等、労務に関する相談・指導
  - 給与計算
  - 労働災害（業務災害・通勤災害）における申請等の事務手続
  - 社会保険（健康保険・厚生年金等）における私傷病、出産、死亡等に関する申請等の事務手続
  - 労働保険（労災保険・雇用保険）における申請等の事務手続
  - 労働保険料の加入手続、年度更新に伴う算定納付諸手続
  - 社会保険料を確定させる算定基礎届の作成
  - 労働者名簿および賃金台帳など法定帳簿の調製、就業規則等の作成・改訂
  - 賃金や退職金、企業年金制度の構築
  - 各種助成金の相談、申請
  - 労働安全衛生に関する相談、指導
  - 社員研修、社員教育の実施
  - メンタルヘルス対策
  - 企業の作成した申請書等（施行規則第13条1項に掲げるものに限る）の妥当性、適法性の審査
  - 労働に伴う相談、労使交渉等の紛争代理（特定社会保険労務士としての付記が前提）
- 個人からの依頼による、上記概要範囲における事務処理
  - 年金に伴う相談、申請代行（老齢、遺族、障害、離婚時分割等）
  - 医療保険各法、介護保険法等に基づく相談、申請代行（傷病手当金、高額療養費、要介護認定等）
  - 労働に伴う相談、労使交渉等の紛争代理（特定社会保険労務士としての付記が前提）
  - 成年後見制度における後見人・保佐人・補助人への就任[注釈 12]
- 行政協力という名目での下記 厚生労働省管轄下の公的機関での相談業務
  - 労働基準監督署、公共職業安定所、年金事務所、街角の年金相談センター[注釈 13]他

### 職務上の義務および禁止事項等
- 社会保険労務士は、常に品位を保持し、法令実務に精通し、公正な立場で誠実に業務を行わなければならない（第1条の2）。また、所属社会保険労務士会の会則を守らなければならない（第25条の30）。
- 社会保険労務士は、社会保険労務士会および全国社会保険労務士会連合会（連合会）が行う研修を受け、その資質の向上を図るよう努めなければならない（第16条の3）。なお法により努力義務が課せられている研修は「社会保険労務士会」および「連合会」が行う研修のみであるので、行政機関その他各種団体が行う研修についてまで努力義務が課せられているのではない。
- 社会保険労務士は、国または地方公共団体の公務員として職務上取り扱った事件および仲裁手続により仲裁人として取り扱った事件については、その業務を行ってはならない（第22条）。
- 社会保険労務士または社会保険労務士法人は、事務を受任しようとする場合には、あらかじめ依頼者に対し報酬額の算定の方法その他の報酬の基準を示さなければならない（施行規則第12条の10）。依頼の誘致に際し、業務内容・報酬その他重要事項について不実を告げ、または故意に事実を告げない行為その他不正不当行為をしてはならない（施行規則第12条の11）。

2003年の法改正前は連合会が定める報酬基準を基に各都道府県社会保険労務士会が報酬の基準額を定めていたが、法改正後は規制緩和の一環として他士業者と共に自由化され、報酬額は社会保険労務士の事務所ごとに異なる。もっとも、2021年時点においては、大規模な組織力で価格競争を仕掛けられる社会保険労務士法人はごく一部で、多くの社会保険労務士法人は規制緩和前の水準とほぼ変わらないまま運営しているのが実情である。
- 社会保険労務士、または社会保険労務士法人でないものは、これらの名称および類似する名称を用いることを禁じられている（第26条）。

しかし、個人事務所には、名称に関する規定がないため、社会保険労務士事務所、社労士事務所、労務管理事務所、経営相談所、〇〇オフィス、〇〇事務所、〇〇コンサルティングなど多彩である。
- 社会保険労務士は、不正に労働社会保険諸法令に基づく保険給付を受けること、不正に労働社会保険諸法令に基づく保険料の賦課または徴収を免れることその他労働社会保険諸法令に違反する行為について指示をし、相談に応じその他これらに類する行為をしてはならない（第15条）。

1980年（昭和55年）8月末日の時点で行政書士であった者は、社会保険労務士の独占業務に関わる書類の作成を行うことが認められるが、提出代行および事務代理は認められておらず（昭和55年8月29日庁保発第23号）、使者（行政契約の場合は代理もあり）として提出できるのみに留まる。また、特定社会保険労務士に認められる裁判外紛争解決手続業務に伴うあっせん代理も認められていない。税理士の行う付随業務（租税債務の確定に必要な社会保険労務士事務）についても、提出代行、事務代理並びあっせん代理は認められていない。

### 法律違反となる行為
- 有資格者従業員の社会保険労務士開業登録をもって上記職務を行う外部委託（アウトソーシング）会社も見受けられるが、実態として指揮命令関係等が存在する場合は、「非社労士との提携の禁止」として、当該社労士は社会保険労務士法違反となる（第23条の2）。
- 外部委託（アウトソーシング）等を行う法人組織、経営コンサルティング会社等の社会保険労務士無資格者や、労務管理士などと称する社会保険労務士でない者が社会保険労務士業務を行えば、社会保険労務士法違反となる（第27条）。

## 業務形態
社会保険労務士の業務は、主として企業との顧問契約にある。企業の人事・労務諸問題に関する相談、社会保険・労働保険諸手続の事務代理・提出代行、給与計算などが主軸となる。
ファイナンシャル・プランナー資格やDCプランナー、DCアドバイザー資格、モーゲージプランナー資格を併せて取得し、年金・資産運用に関するコンサルタント業を主とする社労士や、税理士、中小企業診断士、行政書士といった他士業資格を保有した上で多角的な活動を行う社労士もいる。
もっとも、労務手続きの電子申請が可能なクラウド型労務管理ソフトの普及により、企業の人事担当者が社会保険労務士に頼まずとも労務手続きを申請できるようになり、社会保険労務士の独占業務に依存するビジネスモデルは転換期を迎えている。今後の社会保険労務士に求められる能力としては、デジタル化への対応やハラスメント対応・組合問題等、人の感情が絡むややこしい労務問題の解決能力を専門分野とし、他にはない強みを持つことなどが挙げられている。

### 登録の種類
社会保険労務士は、各人の状況に応じて下記のとおり区分けされ、それに応じた登録を行う。

#### 開業登録
個人で事務所を開き（社会保険労務士法人所属者を含む）、多企業からの依頼に応え、人事・労務管理の専門家として、従業員の採用から退職に至るまでの労働・社会保険に関する諸問題を処理し、更には個人的な年金等の相談に業として応じることができる。主に多くの中小企業、零細企業を対象として多角的に人事・労務管理業務を行う。
開業社会保険労務士は、厚生労働大臣の許可を受けた場合でなければ、2以上の事務所を設けてはならない（第18条）。業務の性質上、社会保険労務士本人が事務処理を行わなければならないためである。また業務に関する帳簿を備え、これに事件の名称、依頼を受けた年月日、受けた報酬の額、依頼者の住所および氏名または名称その他厚生労働大臣が定める事項を記載しなければならず、この帳簿をその関係書類とともに、帳簿閉鎖の時から2年間保存しなければならない（第19条）。正当な理由がなければ依頼（紛争解決手続代理業務に関するものを除く）を拒んではならない（第20条）。

#### 勤務登録
企業もしくは団体または社会保険労務士事務所もしくは社会保険労務士法人に属して業務を行う。企業等への勤務登録に基づき社会保険労務士業務を行う者は、所属企業等以外からの依頼に基づき社会保険労務士業務を行うことはできない。また、社会保険労務士事務所等に勤務登録をする者は、勤務先の事務所または法人から独立して顧客の依頼を受任することはできない。また、勤務社会保険労務士が、特定社会保険労務士として付記を受けた場合も、所属する企業等に関連した裁判外紛争解決手続業務を行うに留まる。

#### その他登録
企業に所属しているものの営業、経理、専門職等、社会保険労務士業務と直接関わらない職種に従事している者や、専業主婦、何れの企業・団体にも所属しないフリーランスを対象としたものが「その他登録」である。なお、全国社会保険労務士会連合会においては、「勤務」と「その他」を合わせて「勤務等」という表記方法を用いている。

### 社会保険労務士法人
業務を組織的に行うため、社会保険労務士が共同し、社会保険労務士法人を設立できる（第25条の6以下）。平成15年4月の改正法施行により新設された規定である。社会保険労務士法人は、その多くの規定を旧商法・会社法の合名会社を見本とし、社員（出資者である無限責任社員のこと）たる社会保険労務士すべてが無限責任を負い、定款に特段の定めがない限り全社員が代表権・業務執行権を有する。社員は、個人で別に社会保険労務士の事務所を開設できない。また社会保険労務士でない者は社員となることはできない。2016年（平成28年）1月1日より、社員一名のいわゆる一人法人の設立が可能となった。社会保険労務士法人は、その名称中に「社会保険労務士法人」という文字を入れなければならない。
社会保険労務士であっても、以下のものは社会保険労務士法人の社員となることはできない（第25条の8）。
- 業務停止処分期間中の者
- 社会保険労務士法人が解散を命ぜられた場合において、その処分の日以前30日内にその社員であった者でその処分の日から3年を経過しないもの
- 社会保険労務士法人が業務停止処分を受けた場合において、その処分の日以前30日内にその社員であった者で当該業務停止期間中のもの

社会保険労務士法人は、社会保険労務士としての職務に加え、定款で定めるところにより、以下の業務を行うことができる（第25条の9）。 
1. 事業所の労働者に係る賃金の計算に関する事務（その事務を行うことが他の法律において制限されているものを除く）を業として行う業務
2. 開業社会保険労務士または社会保険労務士法人を派遣先とする労働者派遣事業
3. 紛争解決手続代理業務（社員のうちに特定社会保険労務士がある社会保険労務士法人に限り、行うことができる）

社会保険労務士法人を設立するには、その社員になろうとする社会保険労務士が、共同して定款を定めなければならず、主たる事務所の所在地において設立の登記をすることによって成立する（第25条の10～第25条の12）。成立したときは、成立の日から2週間以内にその旨を主たる事務所の所在地の社会保険労務士会を経由して全国社会保険労務士会連合会に届出なければならない。定款には、少なくとも以下に掲げる事項を記載しなければならない。 
1. 目的
2. 名称
3. 事務所の所在地
4. 社員の氏名および住所
5. 社員の出資に関する事項
6. 業務の執行に関する事項

社会保険労務士法人の事務所には、その事務所の所在地の属する都道府県の区域に設立されている社会保険労務士会の会員である社員を常駐させなければならない（第25条の16）。

### 登録状況
2021年版「社会保険労務士白書」によれば、1990年3月31日時点での登録者数は17,433人であったが、登録者数は毎年増加していて、2021年3月31日現在の社会保険労務士登録者数は、43,474人で、そのうち特定社会保険労務士登録者数は、13,683人である。登録者数の過半が「開業」登録である。また、同日現在の社会保険労務士法人数は2,120（うち、社員が1人の社労士法人は895）となっている。2029年には登録者数は5万人になると見込まれている。
同日現在の登録者の年齢別構成は、20歳代（0.4%）、30歳代（7.6%）、40歳代（28.8%）、50歳代（27.3%）、60歳代（21.0%）、70歳代（11.2%）、80歳代（3.3%）、90歳代以上（0.4%）となっており、40歳代の割合が最も多く、50歳代、60歳代と続いている。平均年齢は55.6 歳、最年少は23歳、最年長が100歳となっている。また、男女別構成は、男性が68.3%、女性が31.7%となっている。

## 試験
例年、8月の第4日曜日に実施される。試験はかつて国が直接実施していたが、第32回（平成12年度）以降は厚生労働大臣の委託を受けて全国社会保険労務士会連合会（連合会）が実施し（第10条の2）、社会保険労務士試験センターが試験事務（合格の決定に関する事務を除く）を行っている。

### 受験資格（第8条）
- 大学卒業者、または大学において62単位以上を修得済みの者
- 短期大学、高等専門学校を卒業した者
- 修業年限が2年以上、かつ総授業時間数が1,700時間以上の専修学校の専門課程[注釈 16]を修了した者
- 行政書士や司法書士などの定められた資格を有する者
- 労働社会保険諸法令の規定に基づいて設立された法人の常勤役員または従業者として同法令の実施事務に従事した期間が通算して3年以上になる者
- 厚生労働大臣が認めた国家試験に合格した者

平成22年度試験より、厚生労働大臣が受験資格を認める学校・他の国家資格が拡大されている。詳細は外部リンクを参照。

### 試験科目（第9条）
- 労働法令
  - 労働基準法および労働安全衛生法
  - 労働者災害補償保険法
  - 雇用保険法
  - 労働保険の保険料の徴収等に関する法律（労働保険徴収法） - 択一式試験のみの出題（労働者災害補償保険法と雇用保険法それぞれの設問10問のうちの3問を占める）。
- 社会保障法令
  - 健康保険法
  - 厚生年金保険法
  - 国民年金法
- 一般常識
  - 労務管理その他の労働に関する一般常識 （選択式試験のみ）
  - 社会保険に関する一般常識（選択式試験のみ）
  - 労務管理その他の労働および社会保険に関する一般常識（択一式試験のみ）
- なお、「一般常識」においては、以下の内容が問われる。
  - 労働に関する一般常識
    - 労働組合法、労働関係調整法、労働契約法、雇用対策法、職業安定法、労働者派遣法、高年齢者雇用安定法、障害者雇用促進法、男女雇用機会均等法、育児介護休業法、次世代育成支援対策推進法、パートタイム労働法、職業能力開発促進法、等の法令
    - 労務管理の理論
    - 官公庁発行の各種白書（労働経済白書）、統計、調査等

  - 社会保険に関する一般常識
    - 国民健康保険法、船員保険法、高齢者の医療の確保に関する法律、介護保険法、児童手当法、確定給付企業年金法、確定拠出年金法、社会保険労務士法、等の法令
    - 社会保険概論（歴史、沿革等）

### 試験科目の免除
以下に掲げるとおり、実務経験等により試験科目の一部免除を受けることができる。
1. 国または地方公共団体の公務員として労働社会保険法令に関する施行事務に従事した期間が通算して10年以上になる者
2. 厚生労働大臣が指定する団体の役員もしくは従業者として労働社会保険法令事務に従事した期間が通算して15年以上になる者または社会保険労務士もしくは社会保険労務士法人の補助者として労働社会保険法令事務に従事した期間が通算して15年以上になる者で、全国社会保険労務士会連合会が行う免除指定講習を修了した者
3. 日本年金機構の役員または従業者として社会保険諸法令の実施事務に従事した期間（日本年金機構の設立当時の役員または職員として採用された者にあっては、社会保険庁の職員として社会保険諸法令の施行事務に従事した期間を含む。）が通算して15年以上になる者
4. 全国健康保険協会の役員または従業者として社会保険諸法令の実施事務に従事した期間（全国健康保険協会設立当時の役員または職員として採用された者にあっては、社会保険庁の職員として社会保険諸法令の施行事務に従事した期間を含む。）が通算して15年以上になる者

### 試験方法
完全マークシート方式で行われる。
- 午前：選択式、設問が8科目（1科目につき5問＝合計40か所の穴埋め 合計40点）、制限時間80分（1時間20分）

原則として、各科目を3問以上正解し、かつ総得点が28点（得点率70％）以上が合格基準となる。ただし、合格基準は平均点に応じて上下し、第54回令和4年の試験においては27点以上が合格基準である。
以前の記述式に代わり2000年から実施されている。各科目ともに5点中3点以上得点できない場合は足切りとなり、どんなに総合得点（択一式＋選択式）が高くとも、一科目でも足切りとなれば不合格となる。（ただし、受験者の得点状況に応じて２点又は1点のであっても足切りとならない場合がある。第53回、令和３年度の試験では、「労働に関する一般常識」の科目の合格基準点が1点以上である。）それゆえ選択式試験の1得点に対するウェイトは非常に重く、毎年大多数の受験者を苦しめることになる。
- 午後：五肢択一式10問が7科目＝70問（1問1点合計70点）、制限時間210分（3時間30分）

原則として、各科目を4問以上正解し、かつ総得点が49点（得点率70％）以上が合格基準となる。ただし、合格基準は平均点に応じて上下し、第54回令和4年の試験においては44点以上が合格基準である。
| 回     | 年       | 試験日  | 申込者数 | 受験者数 | 合格者数 | 合格率 |
| ------ | -------- | ------- | -------- | -------- | -------- | ------ |
| 第1回  | 昭和44年 | 11月9日 | 23,705人 | 18,611人 | 2,045人  | 11.0%  |
| 第2回  | 昭和45年 | 8月1日  | 12,709人 | 8,144人  | 1,027人  | 12.6%  |
| 第3回  | 昭和46年 | 8月6日  | 13,699人 | 8,641人  | 1,015人  | 11.7%  |
| 第4回  | 昭和47年 | 8月2日  | 13,097人 | 8,530人  | 1,081人  | 12.7%  |
| 第5回  | 昭和48年 | 8月2日  | 12,089人 | 7,486人  | 842人    | 11.2%  |
| 第6回  | 昭和49年 | 8月2日  | 13,440人 | 8,297人  | 961人    | 11.6%  |
| 第7回  | 昭和50年 | 8月2日  | 14,866人 | 9,143人  | 1,328人  | 14.5%  |
| 第8回  | 昭和51年 | 8月3日  | 13,956人 | 8,973人  | 1,012人  | 11.3%  |
| 第9回  | 昭和52年 | 8月2日  | 14,092人 | 8,810人  | 1,235人  | 14.0%  |
| 第10回 | 昭和53年 | 8月1日  | 14,515人 | 9,251人  | 1,189人  | 12.9%  |
| 第11回 | 昭和54年 | 8月2日  | 14,708人 | 9,348人  | 1,012人  | 10.8%  |
| 第12回 | 昭和55年 | 7月31日 | 14,074人 | 9,406人  | 888人    | 9.4%   |
| 第13回 | 昭和56年 | 7月28日 | 13,923人 | 9,692人  | 1,380人  | 14.2%  |
| 第14回 | 昭和57年 | 7月27日 | 13,918人 | 9,818人  | 1,040人  | 10.6%  |
| 第15回 | 昭和58年 | 7月26日 | 13,302人 | 9,309人  | 1,354人  | 14.4%  |
| 第16回 | 昭和59年 | 7月24日 | 13,581人 | 9,646人  | 992人    | 10.3%  |
| 第17回 | 昭和60年 | 7月30日 | 13,580人 | 9,450人  | 1,078人  | 11.4%  |
| 第18回 | 昭和61年 | 7月29日 | 13,391人 | 9,474人  | 875人    | 9.2%   |
| 第19回 | 昭和62年 | 7月28日 | 13,157人 | 9,173人  | 1,022人  | 11.1%  |
| 第20回 | 昭和63年 | 7月26日 | 13,232人 | 9,354人  | 870人    | 9.3%   |
| 第21回 | 平成元年 | 7月25日 | 14,081人 | 9,918人  | 1,237人  | 12.5%  |
| 第22回 | 平成2年  | 7月31日 | 15,758人 | 11,063人 | 1,176人  | 10.6%  |
| 第23回 | 平成3年  | 7月30日 | 18,760人 | 13,490人 | 1,298人  | 9.6%   |
| 第24回 | 平成4年  | 7月28日 | 21,587人 | 15,984人 | 1,567人  | 9.8%   |
| 第25回 | 平成5年  | 7月27日 | 25,672人 | 19,088人 | 1,867人  | 9.8%   |
| 第26回 | 平成6年  | 7月26日 | 29,817人 | 22,693人 | 1,532人  | 6.8%   |
| 第27回 | 平成7年  | 7月25日 | 31,989人 | 24,430人 | 1,754人  | 7.2%   |
| 第28回 | 平成8年  | 7月30日 | 34,687人 | 26,513人 | 1,941人  | 7.3%   |
| 第29回 | 平成9年  | 7月29日 | 35,978人 | 28,124人 | 1,991人  | 7.1%   |
| 第30回 | 平成10年 | 7月28日 | 39,415人 | 30,816人 | 2,327人  | 7.6%   |
| 第31回 | 平成11年 | 7月27日 | 45,455人 | 35,894人 | 2,827人  | 7.9%   |
| 第32回 | 平成12年 | 8月27日 | 50,689人 | 40,703人 | 3,483人  | 8.6%   |
| 第33回 | 平成13年 | 8月26日 | 54,203人 | 43,301人 | 3,774人  | 8.7%   |
| 第34回 | 平成14年 | 8月25日 | 58,322人 | 46,713人 | 4,337人  | 9.3%   |
| 第35回 | 平成15年 | 8月24日 | 64,122人 | 51,689人 | 4,770人  | 9.2%   |
| 第36回 | 平成16年 | 8月22日 | 65,215人 | 51,493人 | 4,850人  | 9.4%   |
| 第37回 | 平成17年 | 8月28日 | 61,251人 | 48,120人 | 4,286人  | 8.9%   |
| 第38回 | 平成18年 | 8月27日 | 59,839人 | 46,016人 | 3,925人  | 8.5%   |
| 第39回 | 平成19年 | 8月26日 | 58,542人 | 45,221人 | 4,801人  | 10.6%  |
| 第40回 | 平成20年 | 8月24日 | 61,910人 | 47,568人 | 3,574人  | 7.5%   |
| 第41回 | 平成21年 | 8月23日 | 67,745人 | 52,983人 | 4,019人  | 7.6%   |
| 第42回 | 平成22年 | 8月22日 | 70,648人 | 55,445人 | 4,790人  | 8.6%   |
| 第43回 | 平成23年 | 8月28日 | 67,662人 | 53,392人 | 3,855人  | 7.2%   |
| 第44回 | 平成24年 | 8月26日 | 66,782人 | 51,960人 | 3,650人  | 7.0%   |
| 第45回 | 平成25年 | 8月25日 | 63,640人 | 49,292人 | 2,666人  | 5.4%   |
| 第46回 | 平成26年 | 8月24日 | 57,199人 | 44,546人 | 4,156人  | 9.3%   |
| 第47回 | 平成27年 | 8月23日 | 52,612人 | 40,712人 | 1,051人  | 2.6%   |
| 第48回 | 平成28年 | 8月28日 | 51,953人 | 39,972人 | 1,770人  | 4.4%   |
| 第49回 | 平成29年 | 8月27日 | 49,902人 | 38,685人 | 2,613人  | 6.8%   |
| 第50回 | 平成30年 | 8月26日 | 49,582人 | 38,427人 | 2,413人  | 6.3%   |
| 第51回 | 令和元年 | 8月25日 | 49,570人 | 38,428人 | 2,525人  | 6.6%   |
| 第52回 | 令和2年  | 8月23日 | 49,250人 | 34,845人 | 2,237人  | 6.4%   |
| 第53回 | 令和3年  | 8月22日 | 50,433人 | 37,306人 | 2,937人  | 7.9%   |
| 第54回 | 令和4年  | 8月28日 | 52,251人 | 40,633人 | 2,134人  | 5.3%   |
| 第55回 | 令和5年  | 8月27日 | 53,292人 | 42,741人 | 2,720人  | 6.4%   |
| 第56回 | 令和6年  | 8月25日 | 53,707人 | 43,174人 | 2,974人  | 6.9%   |

## 登録
以下のいずれかに該当する者は、連合会への登録を経て、社会保険労務士と名乗ることが認められる（第3条1項、2項）。連合会が備える社会保険労務士名簿に社会保険労務士として登録しなければ、社会保険労務士またはこれに類似する名称を用いる事はできない（第14条の2、第14条の3、第26条）。
- 社会保険労務士試験に合格した者
- 社会保険労務士試験科目すべてが免除される者
  - 試験合格者・免除者が登録を受けるには、2年以上の実務経験を要する（第3条1項）。2年以上の実務経験を有する者は、「労働社会保険諸法令関係事務従事期間証明書」に事業主等の証明を受け、各都道府県の社会保険労務士会を経由して連合会に提出することにより、社会保険労務士登録される。2年以上の実務経験がない者は、連合会実施による4ヶ月間の通信教育（途中、原則として3回のレポート課題を提出）と試験後1年前後を経て開催される連続4日間の面接講習（講義形式の座学。東京・愛知・大阪・福岡のいずれかに出席）を受講する事により、2年間の実務経験に代えることができる。
- 弁護士となる資格（司法試験に合格して司法修習を終えるなど）を有する者

登録を受けようとする者は、所定の事項を記載した登録申請書を、社会保険労務士となる資格を有することを証する書類を添付の上、都道府県社会保険労務士会を経由して、連合会に提出しなければならない（第14条の5）。連合会は登録の申請を受けた場合においては、当該申請者が社会保険労務士となる資格を有し、かつ、登録拒否事由に該当しない者であると認めたときは、遅滞なく、社会保険労務士名簿に登録し、当該申請者が社会保険労務士となる資格を有せず、または登録拒否事由のいずれかに該当する者であると認めたときは登録を拒否しなければならない（第14条の6）。登録を受けた者は当然に当該都道府県社会保険労務士会の会員となる（第25条の29）。
連合会が登録を拒否しようとする場合・登録を取消そうとする場合においては、資格審査会の議決に基づいてしなければならない。連合会は、登録を拒否しようとするときは、あらかじめ、当該申請者にその旨を通知して、相当の期間内に自らまたはその代理人を通じて弁明する機会を与えなければならない（第14条の6）。登録を拒否された者・取消された者は、当該処分に不服があるときは、厚生労働大臣に対して審査請求をすることができる。また登録の申請を行った日から3月を経過してもなんらの処分がなされない場合には、当該登録を拒否されたものとして、厚生労働大臣に対して審査請求をすることができる。この場合においては、審査請求のあった日に、連合会が当該登録を拒否したものとみなす（第14条の8）。
社会保険労務士試験合格実績は、たとえ失格処分を受けたとしても終身有効である。ただし、社会保険労務士はあくまでライセンスを付与されている（つまり登録している）者に限るのであり、試験に合格しただけの者は社会保険労務士ではなく、また、試験にも合格していない者が社会保険労務士を名乗り法解釈を開陳することもあるので、（特定）社会保険労務士証票・都道府県社会保険労務士会会員証の提示を求めるなど、注意の喚起が必要である（いわゆる「ニセ社会保険労務士」問題）。

### 欠格事由
次のいずれかに該当する者は、当然に社会保険労務士となる資格を有しない（第5条）。 
1. 未成年者
2. 破産手続開始の決定を受けて復権を得ない者
3. 懲戒処分により社会保険労務士の失格処分を受けた者で、その処分を受けた日から3年を経過しないもの
4. 社会保険労務士法または労働社会保険諸法令の規定により罰金以上の刑に処せられた者で、その刑の執行を終わり、または執行を受けることがなくなった日から3年を経過しないもの
5. 5.以外の法令の規定により拘禁刑以上の刑に処せられた者で、その刑の執行を終わり、または執行を受けることがなくなつた日から3年を経過しないもの
6. 社会保険労務士の登録の取消しの処分を受けた者で、その処分を受けた日から3年を経過しないもの
7. 公務員で懲戒免職の処分を受け、その処分を受けた日から3年を経過しない者
8. 懲戒処分により、弁護士会から除名され、公認会計士の登録の抹消の処分を受け、税理士の業務を禁止されまたは行政書士の業務を禁止された者で、これらの処分を受けた日から3年を経過しないもの

成年被後見人または被保佐人を欠格条項とする規定については、令和元年6月14日に公布された「成年被後見人等の権利の制限に係る措置の適正化等を図るための関係法律の整備に関する法律」によって削除され、心身の故障等の状況を個別的、実質的に審査し、必要な能力の有無を判断することとなった。

### 拒否・取消し
次の1～4に該当する者は、社会保険労務士の登録を受けることができない（第14条の7）。また、登録したものの次の4～6に該当するに至った場合は、連合会は当該登録を取消すことができる（第14条の9）。
1. 懲戒処分により、弁護士、公認会計士、税理士または行政書士の業務を停止された者で、現にその処分を受けているもの
2. 労働保険・社会保険の保険料について、登録の申請をした日の前日までに滞納処分を受け、かつ、当該処分を受けた日から正当な理由なく3月以上の期間にわたり、当該処分を受けた日以降に納期限の到来した保険料のすべて（当該処分を受けた者が、その納付義務を負う保険料に限る。）を引き続き滞納している者
3. 社会保険労務士の信用または品位を害するおそれがある者その他社会保険労務士の職責に照らし社会保険労務士としての適格性を欠く者
4. 心身の故障により社会保険労務士の業務を行うことができない者
5. 登録を受ける資格に関する重要事項について、告知せずまたは不実の告知を行って当該登録を受けたことが判明したとき
6. 2年以上継続して所在が不明であるとき

### 懲戒処分
社会保険労務士に対する懲戒処分は、「戒告」「1年以内の業務停止」「失格処分」の3種類である（第25条）。
厚生労働大臣は、社会保険労務士が、故意に、真正の事実に反して申請書等の作成、事務代理もしくは紛争解決手続代理業務を行ったとき、または不正行為の指示等を行ったときは、1年以内の業務停止または失格処分をすることができる。社会保険労務士が、相当の注意を怠り、これらの行為をしたときは、戒告または1年以内の業務停止の処分をすることができる（第25条の2）。
厚生労働大臣は、社会保険労務士が、申請書等の添付書面もしくは付記に虚偽の記載をしたとき、社会保険労務士法およびこれに基づく命令もしくは労働社会保険諸法令の規定に違反したとき、または社会保険労務士たるにふさわしくない重大な非行があったときには、いずれかの懲戒処分をすることができる（第25条の3）。
社会保険労務士会または連合会は、社会保険労務士会の会員について懲戒事由に該当する行為または事実があると認めたときは、厚生労働大臣に対し、当該会員の氏名および事業所の所在地ならびにその行為または事実を通知しなければならない。また、何人も、社会保険労務士について懲戒事由に該当する行為または事実があると認めたときは、厚生労働大臣に対し、当該社会保険労務士の氏名およびその行為または事実を通知し、適切な措置を取るべきことを求めることができる（第25条の3の2）。
厚生労働大臣は、いずれかの懲戒処分をしようとするときは、公開の審理による聴聞を行わなければならない（第25条の4）。懲戒処分をしたときは、遅滞なく、その旨を、その理由を付記した書面により当該社会保険労務士に通知するとともに、官報をもって公告しなければならない（第25条の5）。